# Eunidia parasenegalensis
Eunidia parasenegalensis là một loài bọ cánh cứng trong họ Cerambycidae.